# Доугорська Угорщина
Доугорська Угорщина — історія земель середньодунайської рівнини до приходу на цю землю угорців в кінці ІХ століття.

## Нижній та середній палеоліт
Територія Угорщини була заселена з кам'яної доби. Найдавнішою знахідкою вважається знахідка галечних знарядь праці, що належали гайдельберзькій людині з Вертешсьольйош (за 15 км від Будапешту) віком в 350 тис. років. На стоянці були знайдені докази освоєння вогню давніми людьми у вигляді обгорілих кісток, але без древісного вугілля. В Саму були знайдені рештки Homo erectus.
Стоянки давної людини середнього палеоліту знайдені також у північно-східній частині Угорщини в печерах гори Бюкк, південно-західніше Мішкольца. Найбільший інтерес представляє печера Шубалюк. Тут знайдені рештки неандертальської людини та давні знаряддя з кременя та рогу. Багаторічні археологічні дослідження печер гір Бюкк призвели до знаходження великого давнього вогнища із залишками золи, вугілля, кісток печерного ведмедя та крем'яних знарядь. Радіовуглецевий аналіз вогнища дозволив визначити його вік — біля 130—140 тис. років.

## Верхній палеоліт
У верхньому палеоліті на території Угорщини співіснували селетська та ґраветтська культури.
Верхньопалеолітичні стоянки зафіксовані на правому березі Дунаю. Знайдені поблизу Ерда та Тати давні артефакти (гострокінечники з кремнію, гарпуни з рогу, вкладиши з халцедону, обсідіану та яшми) в основному відповідають європейським типам палеолітичної техніки. При цьому слід зазначити, що населення Середнього Подунав'я створило і власний тип знарядь (листовидні кременеві гостроконечники солютрейської техніки), які вперше були знайдені в печері Селета.
На північно-західному березі Балатона, в селі Ловаш були знайдені шахти, прилаштовані первісною людиною для добутку вохри (червоної фарби). Хоча видобуток мінералу в Ловаші велась протягом короткого часу, але була інтенсивною та в масштабах, які значно перевищували потреби в природній фарбі самих мешканців стоянки. 
Стоянка в Ловаші існувала одночасно з верхньосолютрейською культурою Селета, що дозволяє вважати працю палеолітичної людини продуктивною. Давній колектив не тільки займався збиральництвом або полював, але й добував корисні копалини з метою обміну результатів цієї цілеспрямованої та усвідомленої трудової діяльності на необхідні їм речі та предмети у сусідніх первісних племен.

## Мезоліт
Мезолітичні стоянки(8000—3500 рр. до н. е.) на території Угорщини поки не знайдені, хоча численні знахідки окремих кам'яних знарядь свідчать про діяльність людини в цей період. Так, наприклад, копальні з видобутку кремінню середньокам'яної доби знайдені в районі міста Шюмег. В цьому ж місці знайдено близько 200 знарядь з рогу оленя. 
Останнім часом ситуація невизначеності в досліджені цього періоду, через відсутність комплексних археологічних пам'яток, стала поступово змінюватися. Внаслідок недавніх археологічних знахідок у північній частині Альфельда, поблизу Ясберені та Ястелека, вперше знайдені помітні ознаки мезолітичних поселень.

## Неоліт
Близько 6200 року до н. е. на територію Угорщини з півдня переселились неолітичні землеробські племена, що належали до старчевської культури. В середньому неоліті у задунайських землях та в Сату-Маре (сучасна Румунія) з'явився західний варіант культури лінійно-стрічкової кераміки, а на сході — східний варіант цієї культури, відомий також як «Альфельдська кераміка». Племена культури лінійно-стрічкової кераміки мешкали разом зі своєю худобою в довгих домах, розміром 5-8 х 40 м.
Надалі ці культури переродились в железовську (Словаччина), сакалхатську та буковогірську культури. 
Вслід за пізньонеолітичною тиською культурою з'явились енеолітичні культури Тисаполгар та Бодрогкерестур.

## Енеоліт
Моделі чотириколісних візків, зроблені з глини, були знайдені в двох похованнях пізньої баденської культури в Будакаласі та Сигетсентмартоні (околиці Будапешта). Їх датують 3300—3100 роками до н. е.

## Доримська залізна доба
В період залізної доби безпосередньо перед приходом кельтів на території Угорщини жили паннонці — народ гальштатської культури, що розмовляв ілірійською мовою.
В IV столітті до н. е. з заходу прийшли кельти латенської культури скордіски, які зайняли західну частину Середньодунайської землі; зі східної висунулись фракійські племена даків.

## Паннонія або антична Угорщина

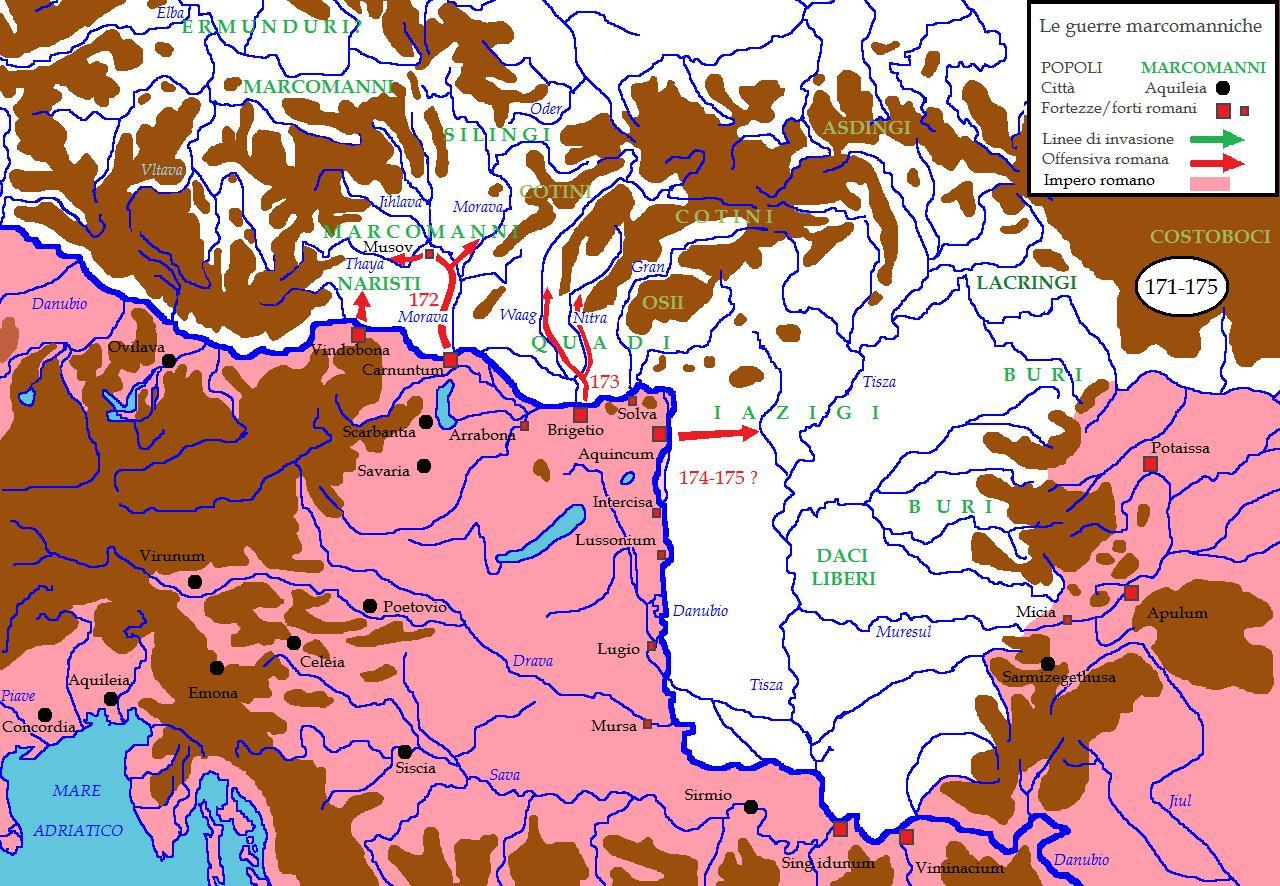
Територія Угорщини в II столітті: західна частина належала належала Риму, за Дунаєм кочували язиги, з півночі з території Чехії германці робили грабіжницькі рейди на римські володіння

В І столітті з території західної Угорщини перейшла під владу Риму, а в степах Задунав'я (Пусте) розселилися язиги. Римська Угорщина отримала назву Паннонії, тут були збудовані міста, в тому числі Аквінкум, що став в 160 році римським провінційним центром, та Сопіне. Місцеве населення уявляло собою романізованих кельтів. В 166—180 рр. Паннонія стала ареною Маркоманської війни, через Моравську браму відбулось вторгнення в Угорщину маркоманів та квадів. Близько 260 року в Східній Угорщині з'явились гепіди. В 382 році в Паннонії вперше оселились остготи, що втекли від натиску гунів зі сходу.

## Угорщина в епоху Великого переселення народів
В 425 році візантійські імператори дозволили гунам створити в Паннонії плацдарм для війни проти готів. Однак Аттіла в 441 розорив римські міста Паннонії, включно з Аквінкумом. В 454 році гуни зазнали поразки в битві при Недао від гепідів і час їх гегемонії на Середньому Дунаї завершився. Території поділили між собою остготи та гепіди. Проте, в Пусті продовжувало кочувати гунське плем'я садагів. В 472 році остготи покинули Паннонію та пішли в Італію.
В 526 році в Паннонію з території Румунії вторглись лангобарди. Вони стали союзниками візантійців в їх боротьбі з остготами короля Тотіли. В 567 році лонгобарди в союзі з аварами знищили королівство гепідів. В 568 році, проживши в Паннонії усього 42 роки,лангобарди на чолі з королем Албойном пішли в Італію з дружинами, дітьми та всім майном, де заснували власну державу

## Аварська гегемонія (567—805)
В 567 році зі сходу на територію Угорщини вдерлись авари під проводом кагана Баяна. За версією Павла Диякона, авари були запрошені лангобардами для боротьби з їх ворогами гепідами. В 582 році вони володіли паннонським Сірмієм (зараз це сербська Воєводина), що викликало конфлікт з Візантією. Територія Угорщини стала ядром великої східноєвропейської держави — Аварського каганату.
В 619 році авари взяли в облогу Константинополь, але імператор Іраклій відкупився від них даниною. Разом з аварами на території Угорщини з'явились слов'яни, які відігравали своєрідну роль нищого стану нової держави. Теоретично авари могли зіграти роль тюркських булгар на Балканах, однак їх держава виявилась набагато менш стійкою. Внаслідок повстання слов'ян, піднятого франкським купцем Само, виникла недовговічна держава Само (623—658). В 626 році візантійці завдавали поразку аварам під стінами своєї столиці. В 632 році від Аварського каганату відпала Велика Булгарія. Однак аварам вдалось вистояти, вони завоювали в 630 році Далмацію та ліквідували державу Само, тим самим відновивши гегемонію над територією Угорщини. Кінець володарюванню аварів поклали франки в 805 році.

## Середньодунайські слов'янські князівства

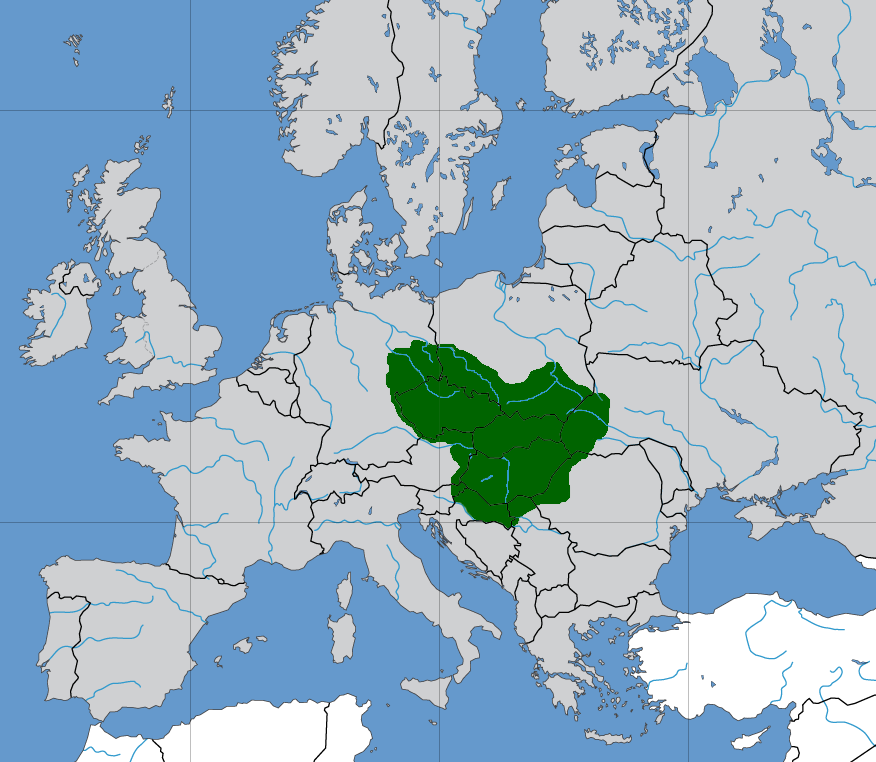
Територія Угорщини у складі Великої Моравії

У 839 році Блатенське князівство, яке в 884 році увійшло до складу Великої Моравії (833—907). Приблизно в 869 році просвітник Мефодій ставши архієпископом Моравії та Паннонії (з резиденцією у Велеграді), отримав благословіння від Папи Римського розповсюджувати богослужіння слов'янською мовою. Великоморавські прото-міські агломерації — емпорії (Мікульчице, Старе Место поблизу Угерске Градіште, Поганско під Бржецлавом), процвітали обслуговуючи Імперію Каролінгів в ІХ-Х століттях, проте, практично одночасно зникли після зміни економічної ситуації, викликаної вторгненням угорців в Х столітті, хоча самі вони не були зачеплені бойовими діями.